# Schlacht bei Münchengrätz
Custozza – Hühnerwasser – Podol – Nachod – Trautenau – Langensalza – Skalitz – Münchengrätz – Gitschin – Königinhof – Schweinschädel – Königgrätz – Dermbach – Kissingen – Mainfeldzug – Frohnhofen – Aschaffenburg – Lissa – Bezzecca – Blumenau – Hundheim – Tauberbischofsheim – Werbach – Helmstadt – Gerchsheim – Uettingen/Roßbrunn
Die Schlacht bei Münchengrätz war ein Sieg der Preußen über die Österreicher im Deutschen Krieg am 28. Juni 1866. Die Schlacht fand statt zwischen Truppen der preußischen 1. Armee unter Prinz Friedrich Carl und der Elbarmee unter General Eberhard Herwarth von Bittenfeld auf der einen und Einheiten des österreichischen I. Korps unter General der Kavallerie Eduard Clam-Gallas auf der anderen Seite. 

## Aufmarsch

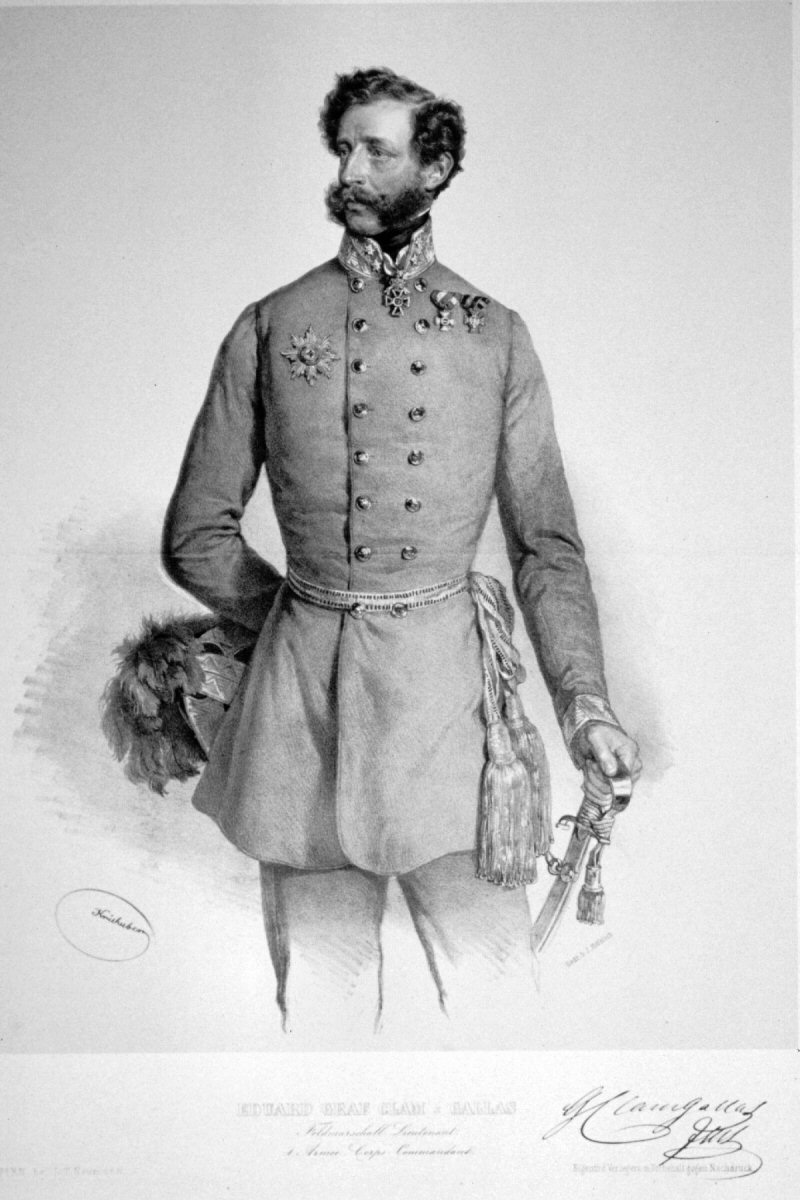
General der Kavallerie Eduard Clam-Gallas

Am 27. Juni konnte sich die Elbarmee mit der 1. Armee vereinen, die ihrerseits noch am gleichen Abend bei Turnau und Podol den Übergang über die Iser erfochten hatte. Die preußische Elbarmee setzte sich um 6 Uhr morgens in Bewegung, weil der vorgeschobene linke Flügel der preußischen 1. Armee auf größere Hindernisse stieß, sollte die Armee Herwarth den Vormarsch vom Westen her gegen den linken Flügel der Österreicher aufnehmen. 
General Graf Clam-Gallas beabsichtigte am 27. Juni seine Stellung bei Münchengrätz zu behaupten, schob seine Truppen nördlich von Münchengrätz auf das Dorf Kloster vor, wo ein Iserübergang gegen die anrückende preußische Elbarmee verteidigt wurde.
Westlich von Münchengrätz nach Süden strömend, schloss die Iser das Schlachtfeld nach Westen ab, so dass die Preußen zuerst den Übergang erzwingen mussten, um die Österreicher anzugreifen. Der linke Flügel der Österreicher streckte sich als Echelon formiert mit einer Flanke gegen die Elbarmee hin, aber weder rechts noch links ausreichend gedeckt. Das Zentrum bildete Front nach Norden, der rechte Flügel verlängerte nach nordöstlicher Richtung, wo den Preußen eine offene Flanke geboten wurde. Nördlich davon begleitete die Iser einige Höhenzüge, einen Querzug bildeten der Musky- und Kaezowberg, auf denen Clam-Gallas seine Truppen zur Verteidigung einrichtete, den Schutz der Flanke seines rechten Flügels aber vernachlässigend. Clam-Gallas glaubte die schwer zugänglichen Höhen am Muskyberge mit einigen Batterien ausreichend gesichert. Ein Teil der verbündeten sächsischen Truppen unter Kronprinz Albert wurde am linken Flügel konzentriert, ein zweiter Teil bildete die Reserve. Die Preußen rückten in fünf Kolonnen vor. Zwei Kolonnen der Elbarmee marschierten über Hühnerwasser und Aicha und trafen auf den vorgeschobenen linken Flügel der Österreicher, bei welchem sich auch ein Teil der Sachsen befanden und auf die linke Flanke des österreichischen Centrums am Kaezowberg. Am gebirgigen Terrain fand der rechte Flügel der Österreicher eine mächtige Stütze.

## Schlacht
Die Elbarmee erreichte das Schlachtfeld Morgens nach sieben Uhr. Über Böhmisch-Aicha ging die 14. Division unter General zu Münster-Meinhövel auf Münchengrätz vor. Die Österreicher bildeten vor Haber und Kloster eine lückenlose Schlachtordnung. Prinz Friedrich Karl von Preußen sandte die 8. Division unter General von Horn und die 6. Division unter Generalmajor von Manstein gegen das Zentrum der Österreicher vor. Die 7. Division unter General Fransecky hatte Turnau besetzt und war gegen die rechte Flanke der Österreicher auf den Muskyberg vorgegangen und hatte den Auftrag die gegnerische Stellung im Norden zu umgehen. Die Kämpfe begannen gleichzeitig auf dem linken Flügel und im Zentrum. Die Division Fransecky bahnte sich auf der Südseite einen Weg zu dem hohen Plateau des Muskyberges, an der Spitze der aufsteigenden Kolonne befanden sich zwei Bataillone des Infanterie-Regimentes Nr. 27 unter Oberst von Zichlinski. 
Die österreichischen Batterien wirkten massiv gegen die feindlichen Kolonnen zwischen Weißleim und Kloster ein. Die Verteidigung des Korps Clam-Gallas bildeten drei Brigaden:
- Brigade Poschacher unter Generalmajor Ferdinand Poschacher von Poschach mit Infanterie-Regiment Baron Martini Nr. 30 unter Oberst Franz Bergou und Infanterie-Regiment König von Preussen Nr. 34 Obst. Carl Schwertführer
- Brigade Leiningen unter Generalmajor Viktor Graf Alt-Leiningen-Westerburg mit 32. Jäger-Bataillon unter Oberstleutnant Friedrich Prohaska, Infanterie-Regiment Graf Gyulai Nr. 33 unter Oberst Joseph Zerbs und Infanterie-Regiment Graf Haugwitz Nr. 38 unter Oberst Friedrich Fürgantner
- Brigade Piret unter Generalmajor Ludwig Piret de Bihain mit Infanterie-Regiment Grossfürst Constantin Nr. 18 unter Obst. Carl  Hervay von Kirchberg und Infanterie-Regiment Erzherzog Sigismund Nr. 45 Oberst Carl Ritter von Ripper

General Herwarth ließ seine Batterien auf dem westlichen Höhenrande auffahren, um durch sie die feindlichen Batterien zu bekämpfen. Sobald eine Iser-Brücke hergestellt war, gingen die Preußen bei Münchengrätz bataillonweise zum Angriff über. Nach dem Kampf der Batterien rückte die preußische Angriffslinie mit den Infanterieregimentern Nr. 69, 40 und 33 sowie dem Füsilier-Regiment Nr. 28 rasch in das Tal hinab. Der äußerste rechte Flügel der Preußen, gebildet durch das Gros der Elbarmee und die 14. Division, marschierte gleichzeitig vor. Die Österreicher mussten ihre vorderen Batterien zurückziehen, damit sie nicht in Feindes Hand fielen. Die Avantgarde der Preußen drang eilig in Münchengrätz ein. Die sächsische 2. Division kam mit nur einer Batterie und zwei Schwadronen ins Gefecht. Graf Clam-Gallas bemerkte seine Linie am rechten Flügel umgangen und fürchtete abgeschnitten zu werden. Die Truppen des preußischen linken Flügels drängten gegen Podiost und Sobotka vor. Die Österreicher zogen fluchtartig auf Smidar ab, um sich mit der Hauptarmee unter FZM Benedek zu vereinigen. Die Batterien auf den Bergen bestrichen zur Deckung des Rückzuges den Raum von Kloster bis zur Iser-Brücke, um die Preußen an der Verfolgung zu hindern. Die Geschütze wurden gerettet, nur von der Bedeckung fielen mehrere Hundertschaften in Gefangenschaft.

## Folgen
Das preußische II. Armee-Korps war über Zehrow und Daubrow vorgerückt, das Gros des Kavallerie-Korps folgte dahinter. Die preußische 7. Division bezog Lager bei Bossin, die 8. Division rückte kampflos bis Dobrawoda vor; die 6. Division verblieb bei Brezina. Die begleitende 2. Kavallerie-Division unter Hann von Weyhern deckte bei Hrdetz. Von der Elbarmee hatte auch die nachfolgende 14. Division Münchengrätz erreicht, die 15. Division sammelte sich südlich davon bei Wesela und die 16. Division machte abends Halt bei Haber. Der Rückzug der Österreicher führte über Fürstenbruck und Unterbautzen auf Gitschin. Der verlustreiche Sieg brachte die gesamte Iserlinie in die Hände der Preußen und zwang die Österreicher, zusammen mit den in Eilmärschen aus Dresden abgerückten Sachsen, zum Rückzug nach Gitschin, wo es am darauffolgenden Tage zu einer weiteren Schlacht kam. Der Verlust der Österreicher betrug 2000 Mann, davon 1600 an Gefangenen. Die Preußen hatten etwa 150 Mann verloren.